# Операция в Залива на прасетата
Операция в Залива на прасетата (в Куба известна като La Batalla de Girón) е опит за десант с помощта на кубински имигранти, организиран от правителството на САЩ с цел сваляне на Фидел Кастро от власт. Името на операцията идва от Залива на прасетата, разположен в югозападната част на Куба, или по-точно Playa Girón.
Операцията започва през април 1961 г., само 3 месеца след като Джон Кенеди става президент на САЩ. Кубинските имигранти са подготвяни дълго време в центровете на ЦРУ и са екипирани с оръжие от американската армия. Конфликтът завършва с пълен разгром на подкрепяните от САЩ сили и Кенеди трябва да плати 62 милиона долара, за да откупи пленниците.
Операцията от кубинска страна се води отначало от Хосе Рамон Фернандес, началник на милицията в Матансас, а след това от Фидел Кастро. Историците отдават заслуги за победата при Залива на прасетата и на Че Гевара, който като директор във военното министерство отговаря за обучението на армията и милицията, но той няма директно участие, тъй като е изпратен в Пинар дел Рио, където само е симулирано нападение.
По-късно на това място е открит музей.
По повод 50-годишнината от инвазията, ЦРУ разсекретява материали, свързани с нея Там се съдържат детайли относно преговорите на ЦРУ за подкрепа с правителствата на Гватемала, Никарагуа и Панама
 и .
Победата е митологизирана от пропагандата на режима на Фидел Кастро като победа над суперсилата САЩ от страна на малката Куба, въпреки че нападащите водят тридневен бой с 15 кратно превъзхождащи ги сили и се предават едва когато остават без храна, вода и боеприпаси.